# Кызылга (Чишминский район)
Кызылга (баш. Ҡыҙылғы) — село в Чишминском районе Республики Башкортостан Российской Федерации. Входит в состав Чувалкиповского сельсовета.

## География

### Географическое положение
Расстояние до:
- районного центра (Чишмы): 39 км,
- ближайшей ж/д станции (Шингак-Куль): 16 км.

## Население
| 2002 | 2009 | 2010 |
| ---- | ---- | ---- |
| 70   | ↗73  | ↘61  |

Национальный состав
Согласно переписи 2002 года, преобладающая национальность — татары (90 %).